# Света Матрона Московска (Пловдив)
Вижте пояснителната страница за други значения на Света Матрона.
Вижте пояснителната страница за други значения на Руска църква.
„Света Матрона Московска“, известна и като Руската църква, е православна църква в Пловдив, посветена на Матрона Московска, светица на Руската православна църква. Църквата е първият православен храм в чест на светицата на Балканите и се намира на бул. „Санкт Петербург“ 39А в район „Източен“.

## История на общността
Руската общност в Пловдив е формирана от две големи вълни. Първата е по време на гражданската война, водена в Съветска Русия през 1918 – 1921 г. Заселниците в България са известни като белоемигрантите и са разпръснати из големите градове. От 1922 до 1945 г. храмът „Свети Димитър“ в Пловдив се ползва от белоемигранти под патронажа на Руската задгранична православна църква.
Втората са смесените бракове на български граждани, които учат или работят в Русия след 1945 година и се завръщат да живеят в Пловдив. При преброяването през 2011 г. броят на пловдивчани определили се като руснаци е малко над 1000 души.

## История на храма
През 2001 г. в квартал Тракия край парк Лаута е изграден параклисът „Свети Свети Козма и Дамян“ от строителния предприемач Георги Гюлеметов.
През 2009 г. параклисът приютява мощите на светицата от съвременната история на Руската православна църква Матрона Московска и иконата, нарисувана по нейно желание – Света Богородица, търсеща загиналите. Около параклиса започва постепенно да се формира енория с ядро от около 25 души, които през годините помагат на тежко болни самотни хора, подкрепят деца без родители.
През 2015 г. в Пловдив е осветен нов храм (с площ 50 км.м) на името на светицата. В църквата, освен мощите на светицата и иконата, се пази и частица от светите мощи на Св. Серафим Саровски, канонизиран през 1903 г. За изграждане на храма са изразходвани 40 хил. евро.
На 30 км от Пловдив, в село Лясково се изгражда духовен комплекс „Свято Троицко-Матронова лавра“. Духовният комплекс се изгражда в православна архитектура, вплитайки в себе си елементи на българската възрожденска архитектура. Предвижда се духовният комплекс да стане място за психологическо и телесно изцерение. Предстои изграждане на храм, жилищната част, ризницата, която ще съхранява 12 чудотворни икони и свети мощи на светци, архондарий (приемна).